# Destacamento de Ejército Steiner

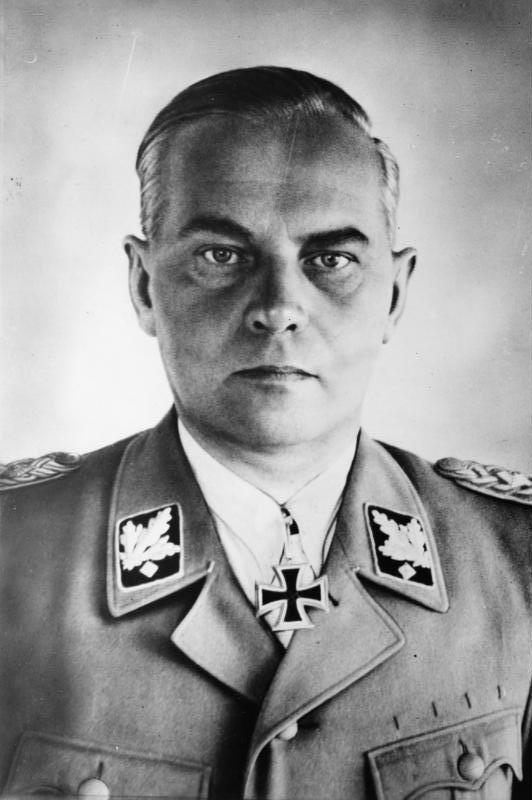
Felix Steiner

El Destacamento de Ejército Steiner (Armeeabteilung Steiner), también referido como Grupo de Ejércitos Steiner: 12  (Armeegruppe Steiner) o Grupo Steiner (Gruppe Steiner), fue una unidad militar temporal, a medio camino entre un cuerpo y un ejército, creada sobre el papel por el dictador alemán Adolf Hitler el 21 de abril de 1945 durante la batalla de Berlín, y puesta bajo el mando del SS-Obergruppenführer Felix Steiner.
Hitler esperaba que las unidades asignadas a Steiner podrían organizar un contraataque efectivo contra la pinza norte del asalto soviético sobre Berlín, pero Steiner rechazó atacar al darse cuenta de que las unidades eran inadecuadas, constituidas de algunos soldados, adolescentes de las Juventudes Hitlerianas, personal de tierra de emergencia de la Fuerza Aérea, y trabajadores portuarios de la Marina. Los únicos tanques disponibles eran aproximadamente una docena capturados a los franceses en 1940. Fue el fracaso de esta ofensiva lo que llevó a Hitler a admitir en voz alta por primera vez que Alemania había perdido la guerra.

## Historia
En el segundo día de la batalla de Berlín, 17 de abril, Generaloberst Gotthard Heinrici, el Comandante en Jefe del Grupo de Ejércitos Vístula, despojó al III Cuerpo SS Panzer (Germánico) de Steiner (el Grupo de Ejércitos de reserva) de dos de sus divisiones más fuertes, la División SS Nordland y la División SS Nederland. Las puso bajo el mando del General der Infanterie Theodor Busse, comandante del Noveno Ejército, ya que Busse tenía la mayoría de las otras unidades en el III Cuerpo. La Nordland fue enviada a unirse al LVI Cuerpo Panzer de Helmuth Weidling a defender las colinas de Seelow, para reforzar el sector ocupado por la 9.ª División de Paracaidistas. La División Nederland fue enviada al suroeste de Frankfurt (Oder) y asignada al V Cuerpo SS de Montaña, donde estaba destinada a ser destruida en la batalla de Halbe.
Heinrici ordenó al III Cuerpo SS Panzer, reducido a tres batallones y unos pocos tanques, que reuniera todas las fuerzas que pudiera encontrar para establecer una línea de defensa a lo largo del Canal de Finow para proteger el flanco sur del Tercer Ejército Panzer de un ataque del 1.º Frente Bielorruso del Mariscal soviético Zhukov, que se había abierto paso a través de las defensas de las colinas de Seelow y estaba rodeando Berlín.
Para el 21 de abril Adolf Hitler, ignorando los hechos, empezó a llamar a las unidades heterogéneas bajo el mando de Steiner "Destacamento de Ejército Steiner". Ordenó a Steiner atacar el flanco norte del enorme saliente creado por el avance del 1.º Frente Bielorruso. Simultáneamente el Noveno Ejército, que había sido presionado al sur del saliente, debía atacar al norte en un ataque de pinza. Para facilitar este ataque a Steiner se le asignaron las tres divisiones del CI Cuerpo del Noveno Ejército, la 4ª División SS Polizei, la 5ª División Jäger y la 25ª División Panzergrenadier (todas ellas al norte del Canal de Finow) y el LVI Cuerpo Panzer de Weidling, que todavía estaba al este de Berlín con su flanco norte justo por debajo de Werneuchen.
Las tres divisiones al norte debían atacar al sur desde Eberswalde (en el Canal de Finow y a 24 km al este de Berlín) hacia el LVI Cuerpo Panzer, cortando así el saliente del 1.º Frente Bielorruso en dos. Steiner llamó a Heinrici y le informó que el plan no podía ser implementado porque la 5ª División Jäger y la 25ª División Panzergrenadier estaban desplegadas a la defensiva y no podían ser redesplegadas hasta que llegara la 2ª División Naval a relevarlas. Esto dejó solo dos batallones de la 4ª División SS Policía disponibles, y no tenían armamento de combate. Heinrici llamó a Hans Krebs, el Jefe del Estado Mayor General Alemán del OKH, y le explicó que el plan no podía ser implementado y pidió hablar con Hitler, pero se le contestó que Hitler estaba demasiado ocupado para responder a su llamada.
Cuando el 22 de abril, durante su conferencia de tarde, Hilter supo que Steiner no iba a atacar, según el testimonio de su secretaria, estuvo "en silencio durante un largo tiempo", y después insistió en que las mujeres (ella y Braun) debían abandonar Berlín inmediatamente (lo que ellas rechazaron). Él declaró que la guerra estaba perdida, culpó a los generales y anunció que se quedaría en Berlín hasta el final y después se suicidaría. Después del 22 de abril el "Destacamento de Ejército Steiner" fue poco mencionado en el Führerbunker.

## Orden de batalla
- III Cuerpo SS Panzer (Germánico)
- 4.ª División SS Polizei
- 5.ª División Jager
- 25.ª División Panzergrenadier